# The Ultimate Fighter: Team McGregor vs. Team Faber
The Ultimate Fighter: Team McGregor vs. Team Faber (também conhecido como The Ultimate Fighter 22) é um reality show produzido pelo Ultimate Fighting Championship, da série The Ultimate Fighter.
Em 12 de Julho de 2015, foi anunciado que os treinadores seriam Conor McGregor e Urijah Faber. Os treinadores não são esperados para se enfrentar ao fim da temporada.
O UFC abriu as audiências para o show em 29 de Março de 2015. O elenco pedia por lutadores no peso leve que tem ao menos 21 anos e tem no mínimo duas vitórias em três lutas profissionais. Foi anunciado em 12 de Julho por que 16 pesos leves vão estar no show – oito dos Estados Unidos, e oito da Europa.

## Elenco

### Equipes
| Equipe McGregor - Conor McGregor, Treinador Principal | Equipe Faber - Urijah Faber, Treinador Principal - Andre Fili - Cody Garbrandt |

### Lutadores
- Equipe McGregor (Europa)
  - Abner Lloveras (Espanha), David Teymur (Suécia), Frantz Slioa (Suécia), Marcin Wrzosek (Polônia), Martin Svensson (Suécia), Mehdi Baghdad (França), Sascha Sharma (Alemanha), Saul Rogers (Inglaterra), Artem Lobov (Rússia).
- Equipe Faber (Estados Undios)
  - Billy Quarantillo, Chris Gruetzemacher, James Jenkins, Jason Gonzalez, Julian Erosa, Ryan Hall, Thanh Le, Tom Gallicchio, Johnny Nunez.

- Lutadores eliminados no primeiro round
  - Europa: Thibault Gouti (França), Paulo Boer (Holanda), Martin Delaney (Escócia), Vlado Sikic (Croácia), Mohamed Gabinski (Alemanha), Djamil Chan (Holanda), Sean Carter (Inglaterra).
  - Estados Unidos: Andres Quintana, Jason Soares, Brandon Ricetti, Tim Welch, Mike Flach, Austin Springer, Brennan Sevin.

## Chave do Torneio
|  | Oitavas de final    | Oitavas de final     |                |     | Quartas de final | Quartas de final |  |  | Semifinal | Semifinal |  |  | Finale | Finale |
|  |                     |                      |                |     |                  |                  |  |  |           |           |  |  |        |        |
|  |                     |                      |                |     |                  |                  |  |  |           |           |  |  |        |        |
|  |                     |                      |                |     |                  |                  |  |  |           |           |  |  |        |        |
|  | Saul Rogers         | DU                   |                |     |                  |                  |  |  |           |           |  |  |        |        |
|  | Saul Rogers         | DU                   |                |     |                  |                  |  |  |           |           |  |  |        |        |
|  | Billy Quarantillo   | 2                    |                |     |                  |                  |  |  |           |           |  |  |        |        |
|  | Billy Quarantillo   | 2                    | Saul Rogers    | DM  |                  |                  |  |  |           |           |  |  |        |        |
|  |                     |                      | Saul Rogers    | DM  |                  |                  |  |  |           |           |  |  |        |        |
|  |                     | Ryan Hall            | 2              |     |                  |                  |  |  |           |           |  |  |        |        |
|  | Frantz Slioa        | Ryan Hall            | 2              | 1   |                  |                  |  |  |           |           |  |  |        |        |
|  | Frantz Slioa        |                      |                | 1   |                  |                  |  |  |           |           |  |  |        |        |
|  | Ryan Hall           | FIN                  |                |     |                  |                  |  |  |           |           |  |  |        |        |
|  | Ryan Hall           | FIN                  | Saul Rogers    | FIN |                  |                  |  |  |           |           |  |  |        |        |
|  |                     |                      | Saul Rogers    | FIN |                  |                  |  |  |           |           |  |  |        |        |
|  |                     | Marcin Wrzosek       | 2              |     |                  |                  |  |  |           |           |  |  |        |        |
|  | Marcin Wrzosek      | Marcin Wrzosek       | 2              | DU  |                  |                  |  |  |           |           |  |  |        |        |
|  | Marcin Wrzosek      |                      |                | DU  |                  |                  |  |  |           |           |  |  |        |        |
|  | Tom Gallicchio      | 2                    |                |     |                  |                  |  |  |           |           |  |  |        |        |
|  | Tom Gallicchio      | 2                    | Marcin Wrzosek | DM  |                  |                  |  |  |           |           |  |  |        |        |
|  |                     |                      | Marcin Wrzosek | DM  |                  |                  |  |  |           |           |  |  |        |        |
|  |                     | David Teymur         | 2              |     |                  |                  |  |  |           |           |  |  |        |        |
|  | David Teymur        | David Teymur         | 2              | DU  |                  |                  |  |  |           |           |  |  |        |        |
|  | David Teymur        |                      |                | DU  |                  |                  |  |  |           |           |  |  |        |        |
|  | Johnny Nuñez        | 3                    |                |     |                  |                  |  |  |           |           |  |  |        |        |
|  | Johnny Nuñez        | 3                    | Ryan Hall**    | DU  |                  |                  |  |  |           |           |  |  |        |        |
|  |                     |                      | Ryan Hall**    | DU  |                  |                  |  |  |           |           |  |  |        |        |
|  |                     | Artem Lobov          | 3              |     |                  |                  |  |  |           |           |  |  |        |        |
|  | Artem Lobov         | Artem Lobov          | 3              | TKO |                  |                  |  |  |           |           |  |  |        |        |
|  | Artem Lobov         |                      |                | TKO |                  |                  |  |  |           |           |  |  |        |        |
|  | James Jenkins       | 1                    |                |     |                  |                  |  |  |           |           |  |  |        |        |
|  | James Jenkins       | 1                    | Artem Lobov    | KO  |                  |                  |  |  |           |           |  |  |        |        |
|  |                     |                      | Artem Lobov    | KO  |                  |                  |  |  |           |           |  |  |        |        |
|  |                     | Chris Gruetzemacher* | 2              |     |                  |                  |  |  |           |           |  |  |        |        |
|  | Sascha Sharma       | Chris Gruetzemacher* | 2              | 3   |                  |                  |  |  |           |           |  |  |        |        |
|  | Sascha Sharma       |                      |                | 3   |                  |                  |  |  |           |           |  |  |        |        |
|  | Chris Gruetzemacher | DU                   |                |     |                  |                  |  |  |           |           |  |  |        |        |
|  | Chris Gruetzemacher | DU                   | Artem Lobov    | 'KO |                  |                  |  |  |           |           |  |  |        |        |
|  |                     |                      | Artem Lobov    | 'KO |                  |                  |  |  |           |           |  |  |        |        |
|  |                     | Julian Erosa         | 1              |     |                  |                  |  |  |           |           |  |  |        |        |
|  | Mehdi Baghdad       | Julian Erosa         | 1              | 2   |                  |                  |  |  |           |           |  |  |        |        |
|  | Mehdi Baghdad       |                      |                | 2   |                  |                  |  |  |           |           |  |  |        |        |
|  | Julian Erosa        | DM                   |                |     |                  |                  |  |  |           |           |  |  |        |        |
|  | Julian Erosa        | DM                   | Julian Erosa   | DD  |                  |                  |  |  |           |           |  |  |        |        |
|  |                     |                      | Julian Erosa   | DD  |                  |                  |  |  |           |           |  |  |        |        |
|  |                     | Abner Lloveras       | 3              |     |                  |                  |  |  |           |           |  |  |        |        |
|  | Abner Lloveras      | Abner Lloveras       | 3              | DU  |                  |                  |  |  |           |           |  |  |        |        |
|  | Abner Lloveras      |                      |                | DU  |                  |                  |  |  |           |           |  |  |        |        |
|  | Jason Gonzaléz      | 2                    |                |     |                  |                  |  |  |           |           |  |  |        |        |
|  | Jason Gonzaléz      | 2                    |                |     |                  |                  |  |  |           |           |  |  |        |        |

* Martin Svensson foi originalmente programado para enfrentar Artem Lobov , mas desistiu da luta no episódio 10 devido a um cotovelo quebrado. Ele foi substituído por Chris Gruetzemacher , que era o lutador preliminar vencedor optou por não avançar para as quartas de final.
** Após a conclusão da temporada, foi revelado que Saul Rogers foi retirado da final do torneio devido a problemas de visto . Ele foi substituído por Ryan Hall.
|       |  | Equipe McGregor     |
|       |  | Equipe Faber        |
| DU    |  | Decisão Unânime     |
| DM    |  | Decisão Majoritária |
| DD    |  | Decisão Dividida    |
| FIN   |  | Finalização         |
| (T)KO |  | Nocaute (Técnico)   |

## Finale
The Ultimate Fighter: Team McGregor vs. Team Faber Finale (também conhecido como The Ultimate Fighter 22 Finale) é um evento de artes marciais mistas que acontecerá em 11 de dezembro de 2015 no MGM Grand Garden Arena em Las Vegas, Nevada.

### Background
O evento é esperado para ter como luta principal a luta de penas entre o ex-Campeão Peso Leve do UFC Frankie Edgar e o três vezes desafiante ao título Chad Mendes.
Khabib Nurmagomedov era esperado enfrentar Tony Ferguson no evento. No entanto, Nurmagomedov retirou-se da luta em 30 de outubro devido a uma lesão nas costelas e foi substituído por Edson Barboza.
Mirsad Bektić era esperado enfrentar Tatsuya Kawajiri no evento. No entanto, Bektić saiu da luta em 27 de novembro, citando ferimento. Ele foi substituído por um novato promoção Jason Knight.
Justin Scoggins deveria enfrentar Joby Sanchez neste evento. No entanto, Scoggins foi forçado a retirar devido a uma lesão e foi substituído por Geane Herrera.
Saul Rogers deveria enfrentar Artem Lobov na final leve desta temporada. No entanto, Rogers não tinha permissão para participar depois que descobriu que ele havia falsificado informações sobre o seu [[visto]documento de visto]], restringindo sua viagem para os Estados Unidos. Por sua vez, Rogers foi substituído por outro membro do elenco Ryan Hall. Posteriormente, o evento será o segundo para apresentar dois lutadores que anteriormente foram eliminados da competição para chegar às finais, sendo o primeiro The Ultimate Fighter 11. Mais tarde, foi anunciado que o UFC decidiu cortar a Rogers da organização devido ao incidente.
Em 10 de fevereiro, foi anunciado que Konstantin Erokhin testou positivo para drostanolone em um teste pré-luta, em competição. O teste foi administrado pela Comissão de Atletismo do Estado de Nevada (NSAC), não um teste administrado por USADA. Em 23 de março, o NSAC anunciou que foi suspenso por 12 meses e multou US $ 3.300 por retroatividade na luta da data.

## Card Oficial
Nota 1 Final do TUF 22

## Bônus da Noite
- Luta da Noite:  Tony Ferguson vs.  Edson Barboza
- Performance da Noite:  Frankie Edgar e  Tony Ferguson